# Joseph Cowles Mehaffey

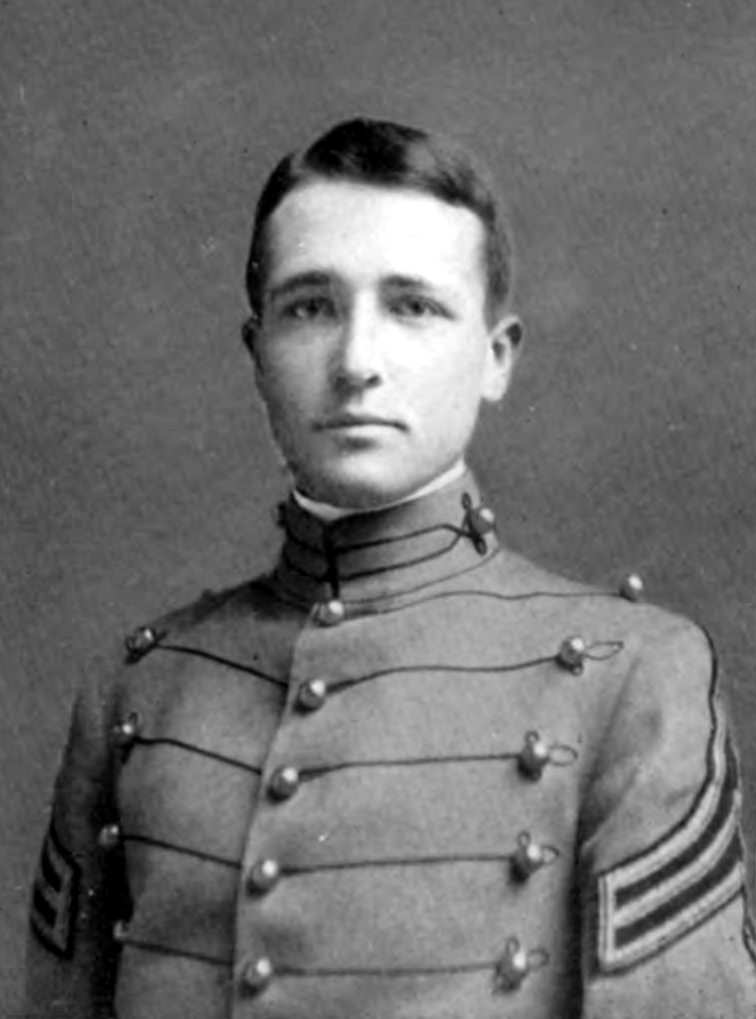
Joseph Cowles Mehaffey (1911)

Joseph Cowles Mehaffey (* 20. November 1889 in Lima, Ohio; † 18. Februar 1963 in Washington, D.C.) war ein US-amerikanischer Offizier. Zwischen 1944 und 1948 war er Gouverneur der Panamakanalzone.

## Werdegang
Joseph Mehaffey besuchte die öffentlichen Schulen seiner Heimat. Zwischen 1907 und 1911 absolvierte er die United States Military Academy in West Point. Danach begann er eine lange Laufbahn als Offizier im Corps of Engineers der United States Army. Zunächst war er jeweils für kurze Zeit in Rock Island (Illinois), Memphis (Tennessee) und New Orleans (Louisiana) stationiert. Dann war er Anfang 1912 für einige Monate erstmals in der Panamakanalzone. Anschließend wurde er in den Ingenieursbezirk von Pittsburgh in Pennsylvania versetzt. Nach einer Fortbildung in Washington, D.C. diente er im Jahr 1914 im Eastern Department des Corps of Engineers. 1915 gehörte er der Alaska Road Commission an, die im Alaska-Territorium Straßen plante und baute. In den Jahren 1917 und 1919, also während des Ersten Weltkrieges, war er Stabsoffizier beim Hauptquartier des Corps of Engineers in Washington. Danach war er für einige Zeit in Frankreich und England stationiert. Im Jahr 1921 wurde er zum Major befördert. Seit 1922 gehörte er dem Lehrkörper der Militärakademie in West Point an. Im Jahr 1929 war er wieder für kurze Zeit in der Panamakanalzone, ehe er in Fort Leavenworth einen Fortbildungskurs belegte, den er 1935 abschloss. Anschließend war er erneut im Stab des Hauptquartiers der Engineers.
Seit 1941 war Joseph Mehaffey für die Wartung des Panamakanals verantwortlich. Im Jahr 1942 wurde er zum Brigadegeneral befördert; 1944 wurde er als Nachfolger von Glen Edgar Edgerton Gouverneur der Panamakanalzone. Dieses Amt bekleidete er bis zum Jahr 1948. Am 30. November 1949 trat Joseph Mehaffey in den Ruhestand. Er starb am 18. Februar 1963.